# Rhodospatha pellucida
Rhodospatha pellucida Croat & Grayum – gatunek wieloletnich, wiecznie zielonych pnączy z rodziny obrazkowatych, pochodzących z obszaru od południowo-wschodniej Nikaragui do Ekwadoru, zasiedlających wilgotne lasy równikowe.